# Skwierczyn-Dwór
Skwierczyn-Dwór – wieś w Polsce położona w województwie mazowieckim, w powiecie sokołowskim, w gminie Repki. Ma status sołectwa.
Od przynajmniej wczesnego XV wieku wieś była w posiadaniu rodziny Skwierczyńskich herbu Ślepowron.
W latach 1975–1998 miejscowość administracyjnie należała do województwa siedleckiego.
Wierni kościoła rzymskokatolickiego należą do parafii Trójcy Przenajświętszej w Wyrozębach.